# 克拉奇托 (亞利桑那州)
克拉奇托（英語：Klagetoh）是位於美國亞利桑那州阿帕契縣的一個人口普查指定地區。根據2010年美國人口普查，該地人口為242人，而該地的面積約為0.87平方千米。

## 地理
克拉奇托的座標為35°30′07″N 109°31′41″W / 35.50194°N 109.52806°W，而該地最高點為海拔高度1958米（即6424英尺）。